# Павловац (Пале)
Павловац је насељено мјесто у општини Пале, Република Српска, БиХ. Према попису становништва из 1991. у насељу је живјело 10 становника.
Овде се налази Павловац (тврђава).

## Становништво
| Националност       | 1991. | 1981. | 1971. | 1961. |
| Срби               | 10    | 9     | 26    | 57    |
| остали и непознато |       |       |       |       |
| Укупно             | 10    | 9     | 26    | 57    |

| Демографија | Демографија | Демографија |
| Година      | Становника  | Становника  |
| ----------- | ----------- | ----------- |
| 1961.       | 57          |             |
| 1971.       | 26          |             |
| 1981.       | 9           |             |
| 1991.       | 10          |             |